# Psapharochrus circumflexus
Psapharochrus circumflexus är en skalbaggsart som först beskrevs av Jacquelin du Val 1857. Psapharochrus circumflexus ingår i släktet Psapharochrus och familjen långhorningar.
Artens utbredningsområde är:
- Costa Rica.
- Kuba.
- Guatemala.
- Honduras.
- Nicaragua.
- Curaçao.
- Panama.
- Venezuela.

Inga underarter finns listade i Catalogue of Life.